# Perdita coreopsidis
Perdita coreopsidis là một loài Hymenoptera trong họ Andrenidae. Loài này được Cockerell mô tả khoa học năm 1906.